# WorldBox
WorldBox-God Simulator（ワールドボックス-ゴッドシミュレーター）は、Maxim Karpenkoが提供する全世界配信の
シミュレーションゲームである。

## 概要
このゲームではプレイヤーが神となって世界を操るというサンドボックスゲームである。地形、生物、天候、資源等の様々な出来事を操ることができる。このゲームは、召喚した生物たちの文明の発展を見守り、創造と破壊を自由にするゲームである
また、開発者が近代ではなくファンタジーな方向へ伸ばす方針で中世の世界から特に時代が変わることもなく、ずっと中世の世界である。。そのため鉄道や車、飛行機といったものがない代わりにファンタジー要素のエルフやオーク、ドワーフといった人間以外の人種や魔法使い、ドラゴンなどをスポーンさせることが可能。

## 基本操作
スマホ版の場合、指を上下左右に動かすことでフィールド内を移動できる。
PC版の場合は方向キーで操作可能である。

### プレイスタイル
ゲーム内の説明はあまり多くなく、プレイヤーは何度も試行錯誤をして能力を理解していくか、Wikiや他のプレイヤーから情報を収集して理解をするケースが多い。またこのゲームはプレイヤーに遊び方を委ねている要素が強く、自分で名前や国を作り、プレイヤー独自の世界を創造する遊び方がメインとなっている。
そのため他の街作りやRPG等のゲームでありがちなプレイヤー自身がゲームを進める機能が存在していない。それ故に遊び方が国同士のやりとりを観察するというプレイスタイルをする。
あくまでも中世ファンタジーの世界の国の名前を当時の国の名前などに置き換え遊ぶことが基本。そのため第三者視点から見た場合、プレイヤーとの温度差が大きいことも多々あり、リアリティある戦争シミュレーション求める場合は向いていない。
また最新の大型アップデートで大幅に要素が追加されたため 今までより更に行動できることが増えた。

## ゲームプレイ
基本的にプレイヤー（神）は様々なメニューを使い 土地や植生などを創造し、人間・オーク・エルフ・ドワーフの国家の発展を見守ることができる。また動物や魔物などの召喚や、爆弾等を使い地形を破壊することもできる。
基本の遊び方として、
・地形の創造・破壊
・生命の召喚
・植生の創造
・資源の設置
・国家の発展を見る
・国家間の戦争や反乱を起こす
・世界の設定をする
・時代の変更をする　　　等がある。
先述の通り このゲームでは 自分なりのゲームプレイが楽しめる。
また最新のアップデートにて ユニットの操作が可能になり
移動 ジャンプ 後退 攻撃 盗む 喋る 怒る
などのコマンド操作ができる

## 自然環境
海と陸
自然環境には海と陸があり、陸地はバイオームを変化させることでそこに住む動物や植生を変えることが可能。
海はそれぞれ 浅瀬・近海・遠洋 陸は 砂地・平地・高地・岩石地帯・山岳・山岳（雪）がある。
海の場合色合い以外に差はそこまで無いが、陸の場合は植生や生物の動き、資源などに大きな変化がある。
バイオーム
実際に存在するバイオームの他にも地獄や楽園などのファンタジー世界ならではのバイオームも存在をしている。
またバイオームは 平地と高地にのみ植生可能で 平地と高地では見た目が変わる。
現実よりのバイオームでは現実の動物が住んでいるであろう所に各種動物がスポーンする。（砂漠地帯だとサソリなど）
現実寄りのバイオーム
- 草原地帯…草原や森が広がるのバイオーム―最も一般的なバイオーム。基本的な動物がスポーンする

- 熱帯地帯…熱帯雨林のようなバイオーム―草原地帯より暗い緑色をしている。

- キノコ地帯…木がキノコになる―カエルの皮膚や羊の毛に鮮やかな色がつく。きのこが採れる。

- 砂漠地帯…沿岸の単色砂地と違い 砂漠の質感が再現されているバイオーム。サボテンが植生している

- サバンナ地帯…現実世界のサバンナのバイオーム。バオバブの木が植生している

- 湿地地帯…泥に覆われた地形―平地の場合人や動物の移動速度が下がる。

- 氷雪地帯…雪に覆われたバイオーム。針葉樹林が植生している
- 白樺地帯（仮）･･･全体的に黄緑の印象があるバイオーム。白樺の木が植生している
- 紅葉地帯（仮）･･･秋のようなバイオーム。紅葉の木が植生している

ファンタジー寄りの環境
- 楽園地帯…魔力に満ちたバイオーム―妖精がスポーンする。全体的に黄緑色のバイオーム。バイオーム内にいるとバフの魔法がかかる。

- 暗黒地帯…黒いバイオーム―アンデットがスポーンする。ユニットが死亡すると幽霊がスポーンする。木は全て枯れ木が植生している

- 地獄地帯…灼熱のバイオーム―常に燃えているため王国建設は困難。木や植物も燃えているようなものが植生している

- お菓子地帯…ピンクの派手なバイオーム―村はお菓子を生産する。キャンディやクッキーの木が植生している

- 宝石地帯…空色の水晶のバイオーム―村は岩塩を生産する。地面は全体的に水色で宝石の木がスポーンする

- 果物地帯･･･レモンのバイオーム―村はレモンを生産する。レモンの木が植生している
- ニンニク地帯（仮）･･･薄暗い緑のバイオーム。でかいニンニクが植生している。
- 石像地帯（仮）･･･灰色のバイオーム人の顔をした石像のような木が植生している
- 時計地帯（仮）･･･爛れた時計が垂れているような 木が植生している

その他のバイオーム
- 荒野地帯･･･汚染した木が植生している。核爆発や酸性雨によって発生

またこれらのバイオームは時間経過で広がっていく。ただし、草原地帯のみ他のバイオームに隣接した際草原地帯がその隣接したバイオームに優先して染まる。草原地帯以外の隣接は互いに侵食するため変化はほぼない。また水をかけることで増える
ただし時代の影響を受けた場合はそのバイオームが最優先である。
時代
昼夜や季節の概念がない代わりに数十年単位で雨季や乾季などの環境が移り変わる様な仕組みとなっている。
時代という名前だが時代変移などではなく環境の移り変わりのため石器時代などとは意味が異なる。
決まったサイクルでそれぞれの時代が到来し、繁栄期や雨季、夜間期を基本として完全ランダムに決まる「？」の次第も 変更しない場合2つサイクルに入っている
- 繁栄期 …平凡な時代。偶に雨雲が現れ、王国の発展速度が速くなる。
- 乾燥期…晴天のような時代。砂漠地帯やサバンナ地帯の成長が速くなる。日光が差し込む。
- 暗黒期…暗い時代。暗黒地帯の成長が加速する。全体的に暗くなる。
- 雨季…雨雲が発生する。ジャングルや湿地の成長が加速する。雨がかなり降る。
- 夜間期…常に夜の時代。暗黒期よりも暗く、全部の家に明かりがつく。イベントで狂乱が起こることがある。
- 灼熱の時代…赤い空気の時代。地獄地帯の成長が加速し、悪魔が自然に湧くようになる。
- 魔法の時代…空気に魔力が満たされる時代。パワーアップ・カフェイン・シールドというバフが自然にかかるようになる。
- 寒冷期…雪に埋まる時代。氷雪地帯の成長が加速する。雪が降る。
- 汚染の時代…空気が汚染される時代。灰雲が出現し、咳と熱病という2つのデバフをかけてくる。特に熱病は死に至る。
- 絶望期…常に雪で暗い時代。暗黒・氷雪地帯の成長が加速する。農業は収穫期間に制限がかかる。鉱物が出現せず、鉱山と神の創造以外 　　　　での入手が不可能になる。ただし特に直接死に至る要素はないため絶望期というほど絶望することはない。

## 人類
文明を作り上げる主な種族たち。 
最新のアップデートにより前頭葉の特性を種族に入れることによって 1部のユニットは4人種のように 文明を作れるようになった 
・人間（ホモ・サピエンス） 
普通の人間。人類史で言えば中世程度文明レベルを持つ。決まった場所に家を配置したり道を引くことが出来る。帝国主義感情があるので 土地の拡大速度が早い。剣や鎧を作って戦う
・エルフ 
長寿な人種。植物を主食とし、死亡時には木を植える。女が力を得やすい。たとえ王族が死んで後継者争いに困っても冷静に選ぶことが出来る。家は密集して立てる槍や弓を使って戦う 
・オーク
屈強な緑のゴブリンに似た外見をしている人類。国に属さないと全ての動物と敵対するなど凶暴な種族。特に身体能力が高く、素の状態でもかなり強力。斧を作って戦う
・ドワーフ
人間より細かく規格化された家の配置をする。鉱山資源が好物。
ハンマーを作って戦う

## 生物
動物や亜人など様々な種族が存在する。 
※ゲーム攻略に関する記載となるため、都合上ここではステータスなどの記載は除外する。 

## 国
王国
ある程度の土地の広さがある場合、人間やオークなどの人類は王国を建国する。（以下人類は人に統一）
人々は王国が建てられた場所を首都として村を発展させる。首都の人数が多くなると遠方に開拓して村を増設する。
時間が立つと新たな技術を研究し始め、家が大きくなったり造船し始めるようになったりとどんどん発展していく。
王国には計3種類の役職があり、主に王族・戦士・農民に分けられる。
建造物生成は不可能だが 王国の色、紋章、王国名 スローガン などの設定変えることができる。
同盟
同種族で仲の良い国同士で同盟を組む事がある。こちらも同盟の色、同盟名などしか変えることは出来ない。
戦争が勃発すると同盟国は参戦する。
また、手動で新しい同盟を作ることができるようになった
戦争で他同盟国が併合や崩壊したり 同盟解散の政策が完了すると同盟は無くなる。
稀に10ヶ国以上が参加する同盟が形成されることもある。
派閥
同種族かつ同じ思想の人々が結成させる派閥というものがある。
王が直接支配する派閥と領主が立ち上げる派閥の二種類があり 選挙は無いものの、王の支配する派閥のメンバーが全滅すると他派閥が指導権を奪取し その派閥のリーダーが王となる。派閥名 派閥の紋章が変更できる。種族ごとに特性があり 5人しか入れない 裏切ったら死ぬ 等
文化
最新のアップデートで仕様が変わり、最初から技術の表示となり 成長することはなくなった。また特性のように見つけた技術を追加したり消したりできるようになった
言語
人々が普段話したり書いたりするものに影響する。特性方式で 見つけた言語特性は 追加したり消したりできる
宗教
魔法。人を操る魔法や雷を落とす魔法など。流派があり それぞれで特性方式で 魔法を追加したり消したりできる 
職業
先述の職業は職業ごとに行動パターンが変わる。
- 農民 村の中で生活をする一般人。畑を耕す・資源の運搬・鉱物の採掘・木の伐採・建物の建築・装備生産などを行う。
- 戦士 各村に存在する軍人。 戦争の際に戦地に向かう。王国内の巡回・敵領土の占領・交戦・味方領土の防衛・上陸作戦を行う。
- 王 各国の元首で、外交を行う。 王国内の視察・果物採集・他国との交渉・宣戦布告・同盟提案・同盟解散提案などを行う。
- 領主 各村の代表で、王の補佐や反乱を行う。支配している村の視察・果物採集・反乱計画の立案・新しい言語の作成を行う、

船
漁船と輸送船と交易船の三種類がある。
- 漁船…特定ルートでの魚の採集。最も小さい船。輸送船としての役割も稀に果たす。
- 輸送船…開拓者（農民）や兵士の運搬。金の枠がついた船で最も大きい。夜間期等に明るく綺麗である。他ユニットへの遠距離攻撃も担う。
- 交易船…王国・同盟内の村との交易を担う。マストがついている。速度が最も早い。輸送船同様攻撃が可能。 またこれらは各村で1つずつしか生成されず、船が壊された場合補充する形でその作成した村が作る。

戦争
ルールで 外交イベントがオンになると 王は気分により他国へ宣戦布告を仕掛けることができる。
世界のルールの国境戦が有効になっていると王国は軍を派遣して村を占領する。無効の場合敵国の市民がいなくなるまで戦争する。
同盟国は参戦することができ、戦争主導国が敗れると戦争が終了して同盟が解消される。
プレイヤーは強制和解（戦争状態や反乱を止める）、強制宣戦布告（世界に宣戦布告させる）、扇動（王に特別な特性を付けて狙った国同士を戦争状態にする）ができる。
反乱
領主は村の忠誠心が低いと反乱を仕掛ける場合がある。この際反乱した国が敗れるか和平が行われるまで戦争は継続される。(例としてA国が存在した場合、B国が独立したとするとA国はB国領地を全併合するか和平をするまで戦争状態が続く。A国から独立した国同士で同盟を結ぶ場合もある)
植民
人々はゲームルール 帝国主義 がオンになると 遠方へ植民地を建設する。陸路や海路問わず 遠方に建設される。また植民地の領主は反乱を画策できる。

## MOD
本ゲームでMOD（拡張機能）を利用するには 主に三つの方法がある
1．MODサイトから MODローダーとMODをダウンロードする
2．Steamワークショップからダウンロードする
3．MODを直接ダウンロードして ファイルに入れる
MODはゲームプレイに拡張性をもたらし 便利化やチートなど様々なものがあるか ゲーム自体が不安定になることもあり使用はあくまで個人の責任です。
MOD導入前にバックアップをとることは必須
※最新のアップデートにより1部MODは使用ができなくなった。

## 購入形態
このゲームは様々な端末でリリ－スしているが、プラットホームによって購入の仕方が異なっている。
スマホ版の場合基本無料で遊ぶことが可能だが、多くの要素はプレミアム版として課金が必要。
PC版の場合は最初に購入しないとプレイすることができない。しかし追加課金要素はなく、MODの使用が可能であり、価格は2300円程となっている。

## 開発
開発そのものは既にロードマップが決まっており、基本は開発リストに入っているものが順番に実装されていく。
ロードマップの一部はユーザーからよれられた意見をもとに追加されたものもある。

### アップデート
運営は開発状況を報告するためにX(元Twitter)等で現在公開可能な情報を随時公開しており、大型アップデート実装前には投稿内容が大幅に増え、待ち望んでいるユーザーを楽しませるといったことも行っている。
2022年3月前後にはウクライナとロシアが衝突したことを受け、0.14のアップデートが延期された。
steamリリース以降は方向を変え、アップデートの頻度を下げる代わりに大規模なものになる方向性を取ることとなり、以前の様な頻度で来ることは無くなった。
2025年6月12日にはWorld Boxのアップデートの中で最も大型な0.50Xが登場し 今までのプレイ方法の何倍もの追加要素が導入された。

### ユーザーとレビュー
前述したとおりロードマップが決まっているため、要望が多くても実装しない機能が多数存在をしている。